# Scott Atran

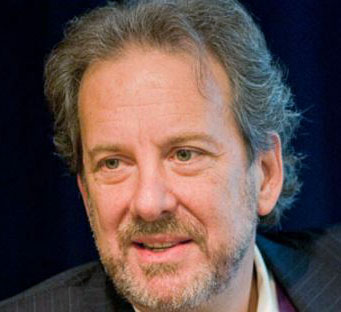
Scott Atran

Scott Atran (* 1952 in New York City) ist ein US-amerikanischer Anthropologe.
Er promovierte an der Columbia University und wurde danach Assistent von Margaret Mead. Er hat in Cambridge, an der Hebrew University in Jerusalem und der École des Hautes Études in Paris gelehrt. Zurzeit ist er Forschungsdirektor der Anthropologie des französischen Centre National de la Recherche Scientifique und lehrt an der École normale supérieure. Daneben übt er Lehrtätigkeiten im Bereich Psychologie an der Universität Michigan und in New York aus. Seine Forschungsthemen umfassen u. a. Untersuchungen über die kulturelle Prägung des menschlichen Naturverständnisses (sog. Folkbiology, bzw. Ethnobiologie), im Bereich der Religionswissenschaft die kognitive und evolutionäre Psychologie der Religion sowie Forschung über die Grenzen des Rational-Choice-Ansatzes in den Sozialwissenschaften. Bekannt wurde er unter anderem durch empirische Studien über die ökologische Anpassung der Wirtschaftsweise der Maya und anderer Siedler am Petén-Itzá-See in Guatemala und über die Psychologie von Selbstmordattentätern sowie seine Kritik an „neuen Atheisten“ wie Sam Harris, Richard Dawkins und Steven Weinberg.
2022 wurde Atran in die National Academy of Sciences gewählt.

## Werke
- Cognitive Foundations of Natural History: Towards an Anthropology of Science (1990)
- In Gods We Trust: The Evolutionary Landscape of Religion (2002)
- Folkbiology, hg. mit Douglas Medin (1999)
- Plants of the Peten Itza' Maya, mit Ximena Lois und Edilberto Ucan Ek (2004)
- The Native Mind and the Cultural Construction of Nature, mit Douglas Medin (2008)